# مجمع غنج علي خان
مجمع غنج علي خان (بالفارسية: مجموعه گنج‌علی خان) هو مجمع تاريخي يعود إلى عصر السلالة الصفوية، ويقع في كرمان.

## معرض الصور

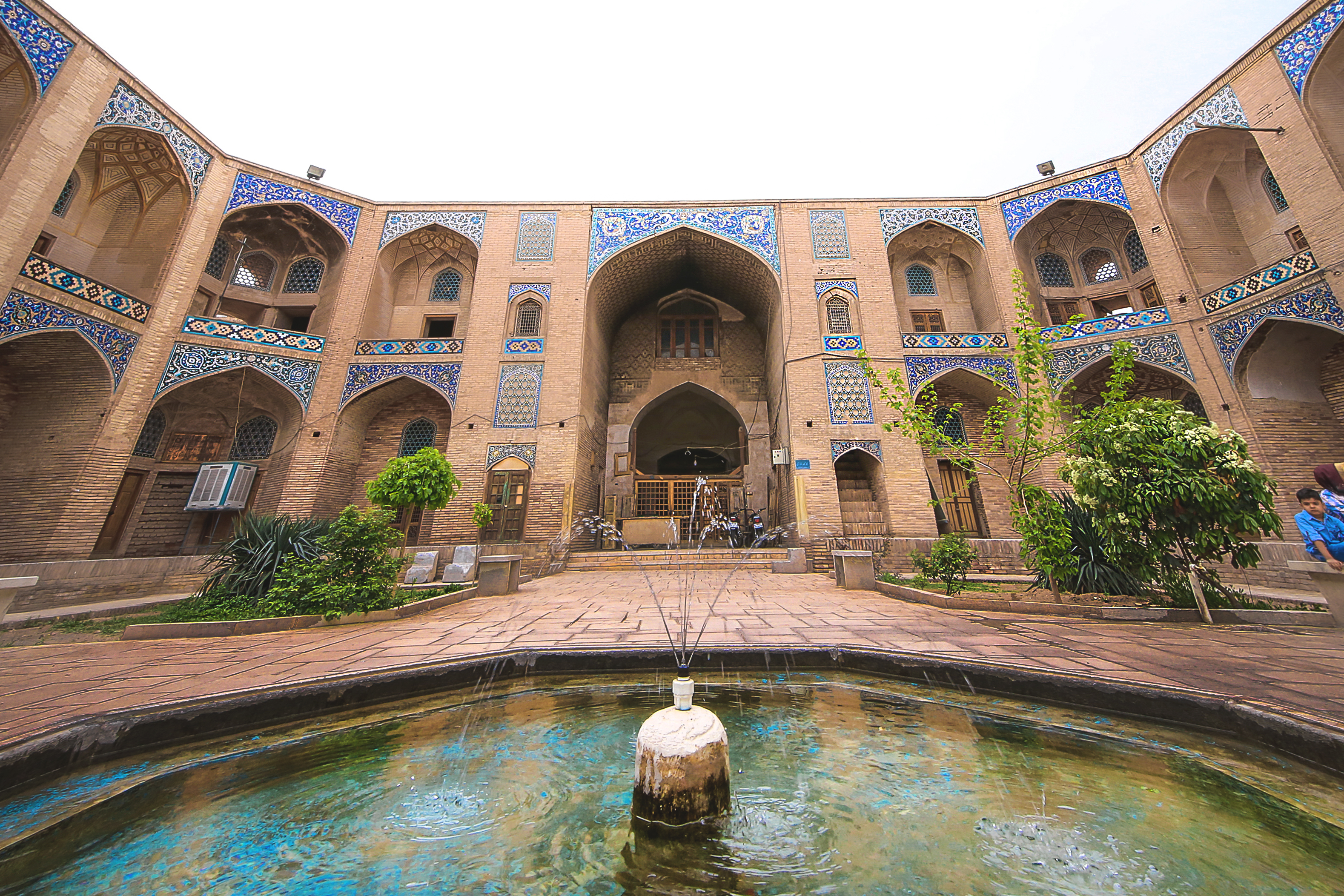
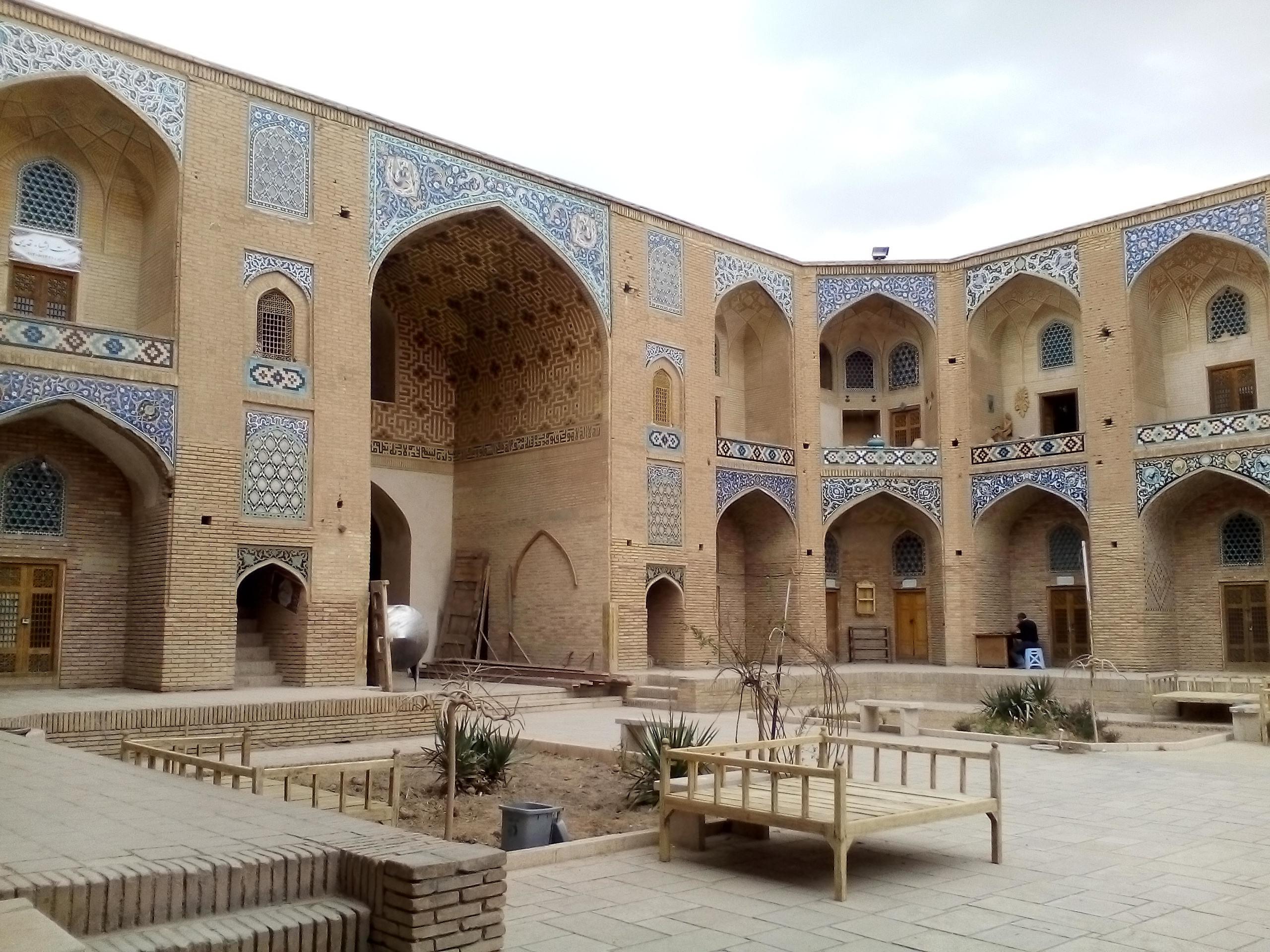
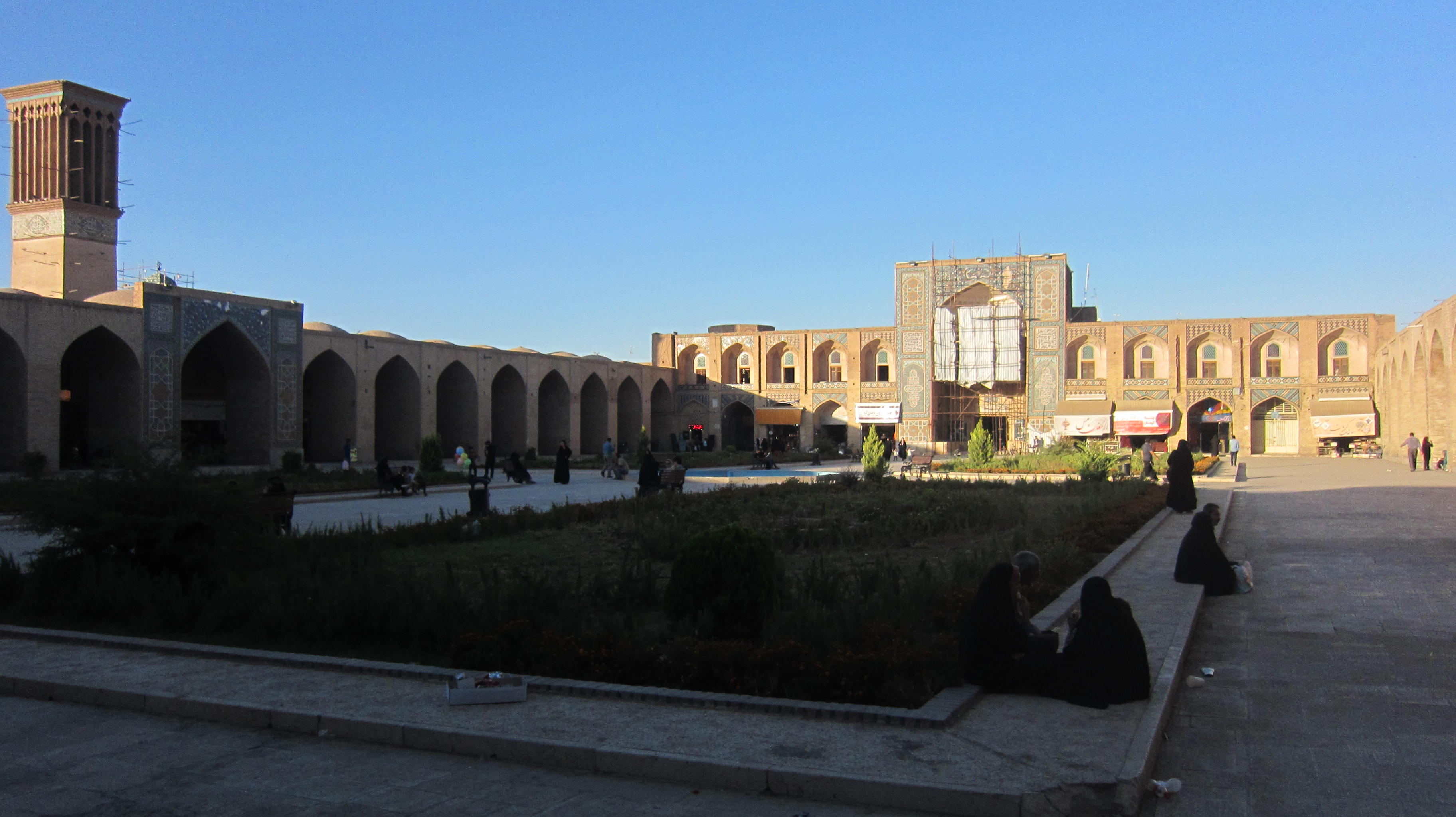
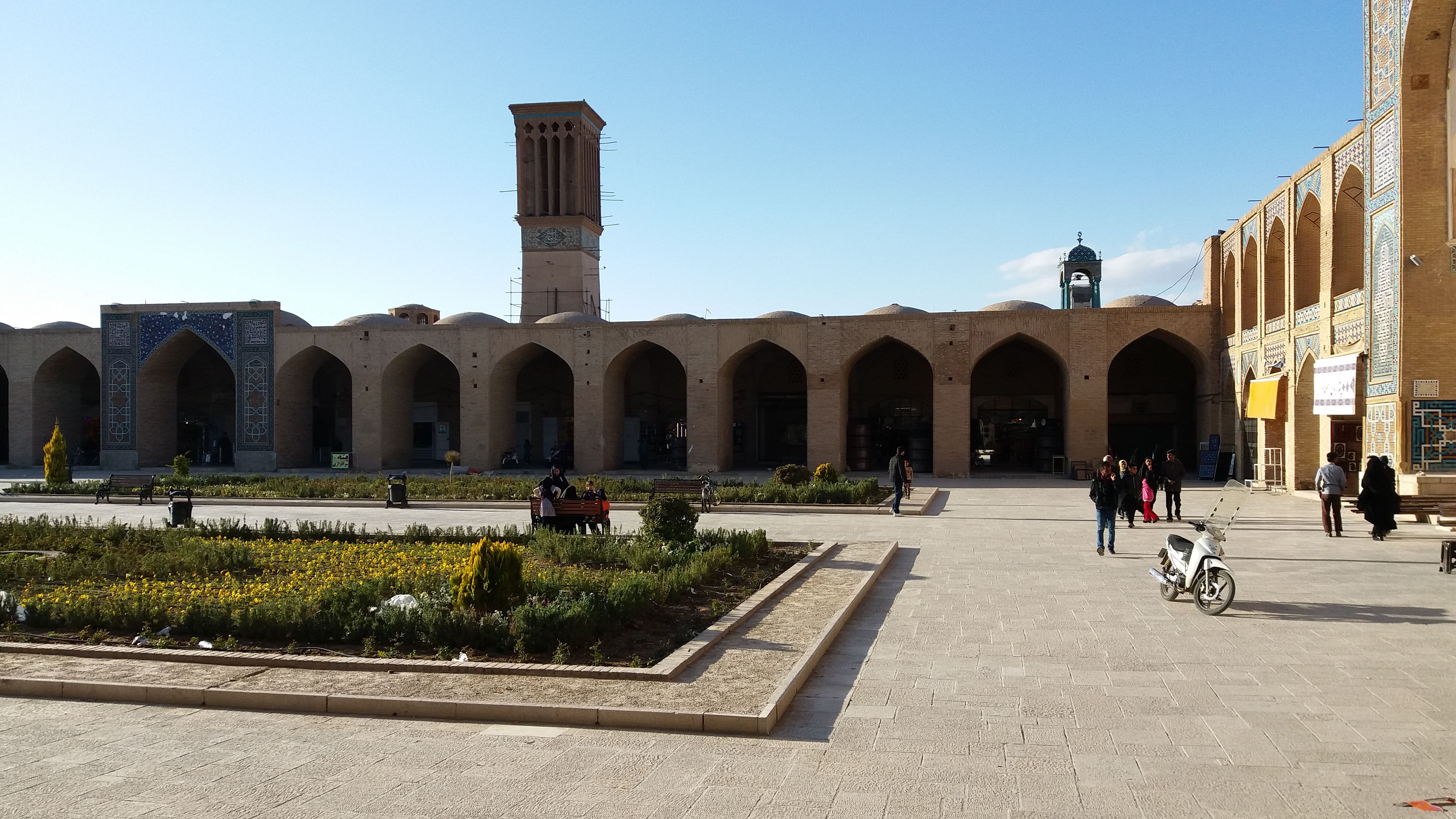
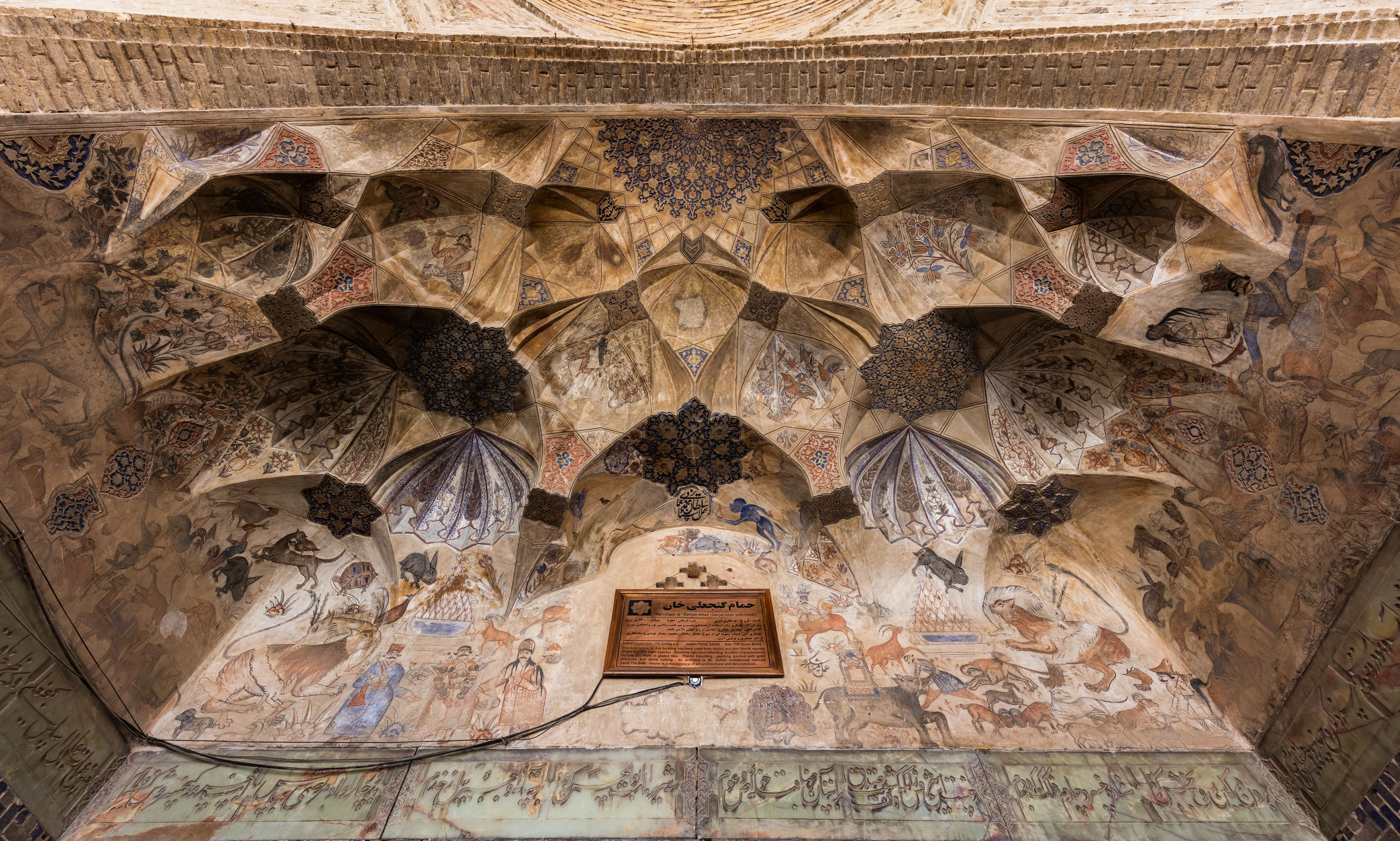
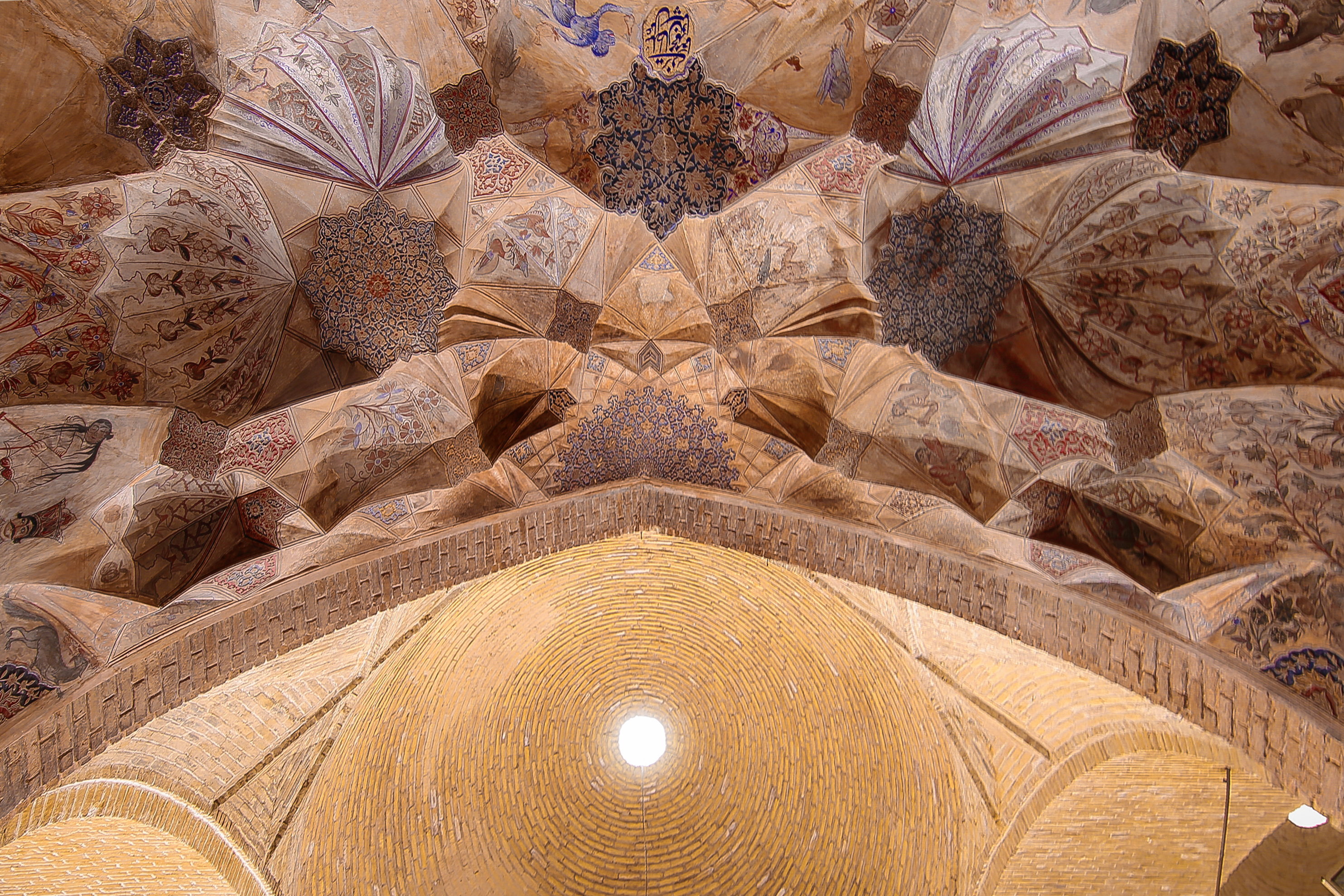
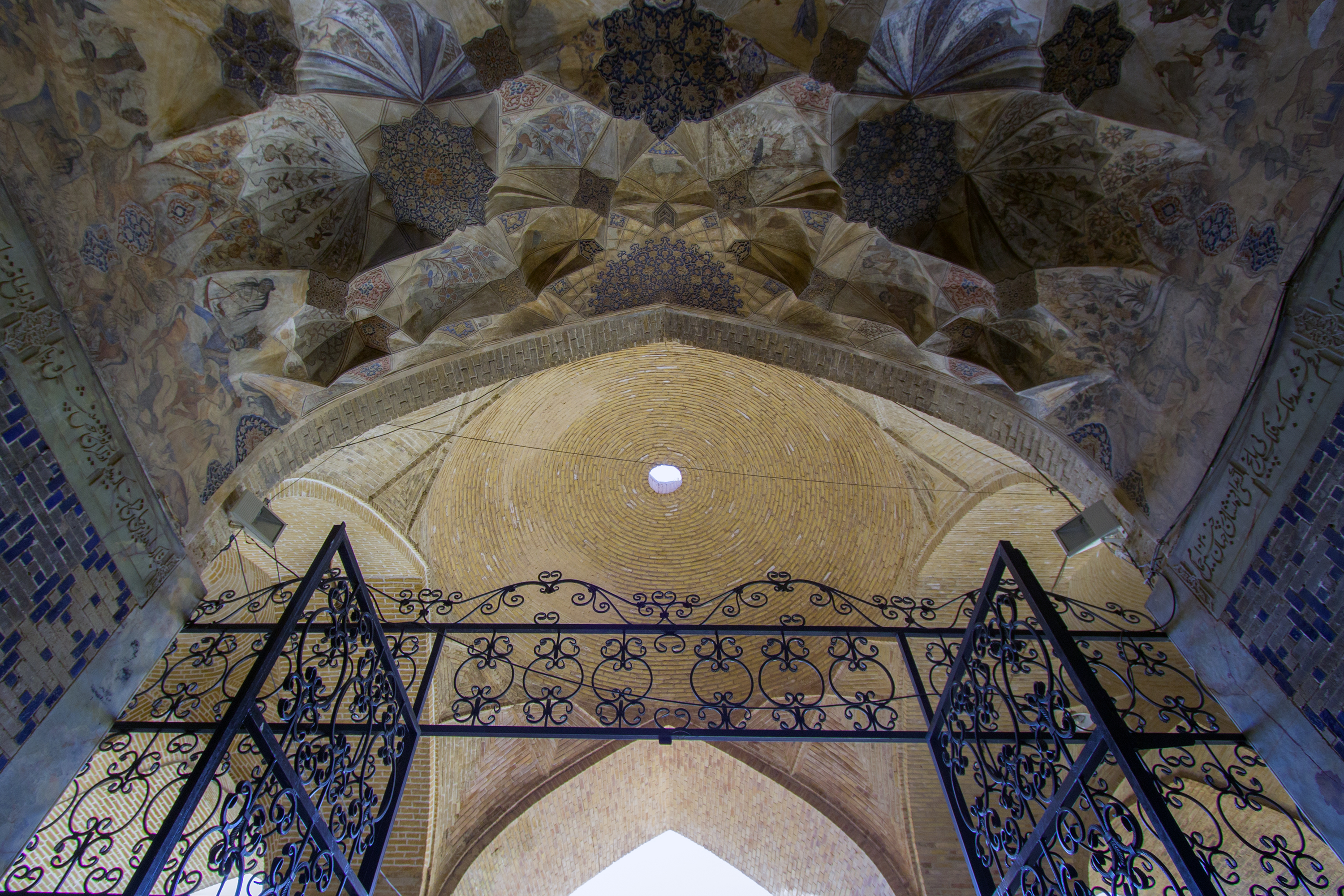
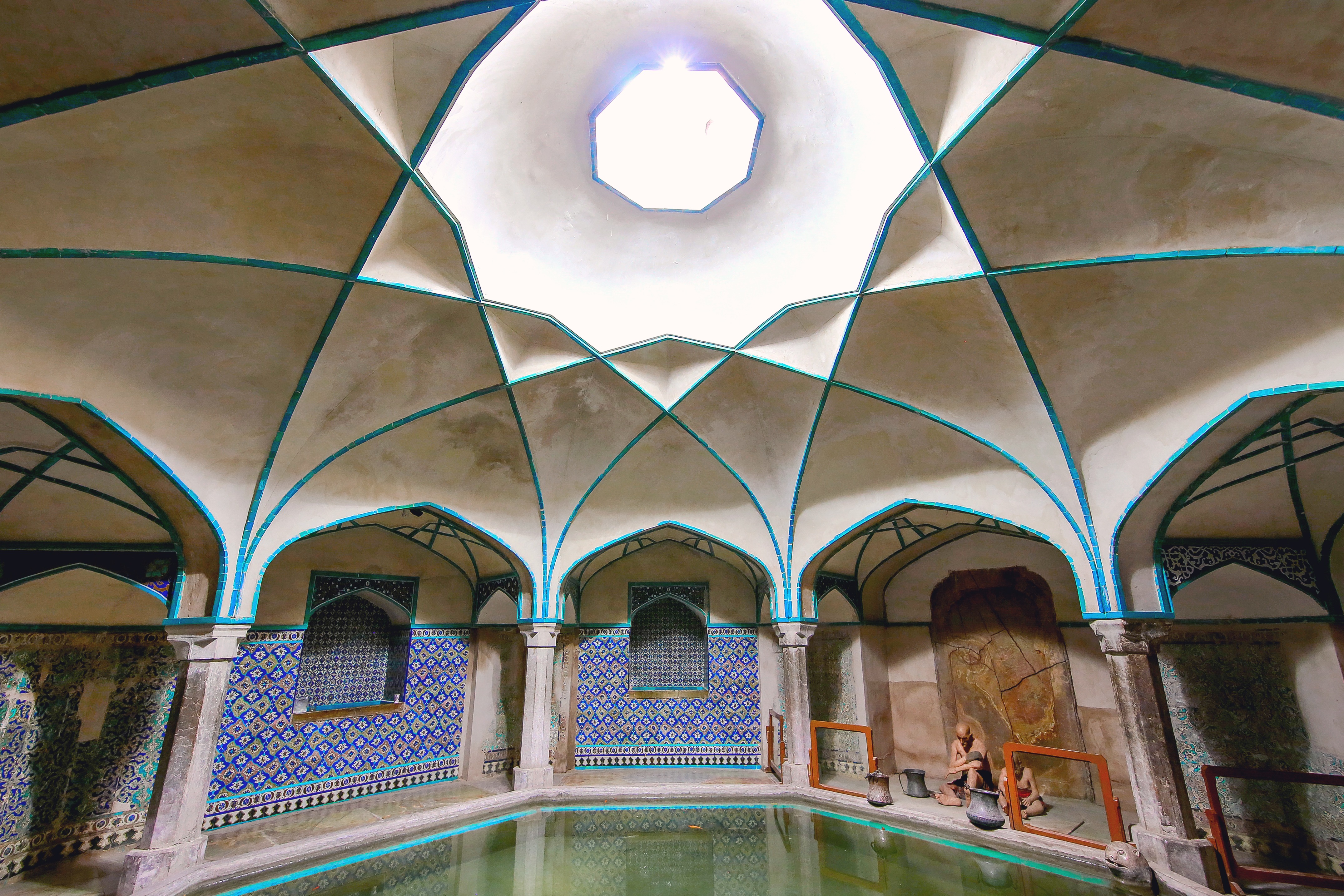